# 남원초등학교 (제주)
남원초등학교는 대한민국 제주특별자치도 서귀포시 남원읍 남원리 소재의 공립 초등학교이다.

## 학교 연혁
- 1924년 11월 24일 서중공립보통학교(4년제 4학급) 개교(설립인가 4월 1일)
- 1935년 4월 1일 남원공립보통학교로 개명
- 1938년 4월 1일 남원공립심상소학교(6년제 6학급)로 개명[1]
- 1941년 4월 1일 남원공립국민학교로 개명[2]
- 1950년 6월 2일 남원국민학교로 개명
- 1984년 3월 1일 12학급 편성(506명)
- 1992년 10월 24일 삼송관 준공(조리실, 식당)
- 1995년 3월 1일 특수학급 신설
- 1996년 3월 1일 남원초등학교로 교명 변경[3]
- 2006년 2월 18일 생태연못 세심연 준공
- 2006년 11월 1일 수학, 과학 영재학급 인가
- 2006년 12월 19일 삼송도서관 개관
- 2009년 11월 17일 제9회 대한민국영화제 초등부 대상 수상
- 2009년 12월 1일 꿈빛관(영화교육관) 완공
- 2011년 10월 29일 제4회 남원 꿈빛어린이 영화제 개최
- 2011년 12월 19일 제12회 대한민국 영상대전 대상 수상
- 2012년 11월 9일 제5회 남원어린이 꿈빛영화제 개최
- 2012년 12월 9일 2012 대한민국청소년영화제 금상, 장려상 수상
- 2013년 7월 28일 제8회 부산국제영화제 2관왕[4][5]
- 2013년 10월 16일 세심연 관찰로 재설치
- 2013년 10월 31일 본관 및 체육관 외부 도색 공사
- 2013년 11월 11일 체육관바닥 및 창고 리모델링
- 2013년 11월 15일 제6회 남원꿈빛어린이 영화제 개최[6]
- 2014년 2월 14일 제87회 56명 졸업(총5,841명)
- 2014년 11월 15일 제7회 남원꿈빛어린이 영화제 개최[7]
- 2015년 3월 1일 제36대 임연숙 교장 부임
- 2015년 3월 1일 제4기 제주형자율학교 재지정(2년)
- 2015년 7월 1일 본관(1~2층) 및 체육관 리모델링(~2015.10)
- 2015년 10월 28일 제8회 남원꿈빛어린이영화제 및 예술발표회
- 2015년 11월 22일 대한민국청소년영화제 7년 연속 수상(작품상 동상, 네티즌 특별상 동상)
- 2017년 2월 10일 제90회 졸업식(38명 졸업, 총 졸업생 수 5,982명)
- 2017년 3월 1일 제37대 강여임 교장 부임
- 2018년 1월 25일 제91회 48명 졸업(총 6,030명)
- 2018년 3월 1일 15학급 편성

## 참고 자료
- 제주남원초등학교 - 한국교육학술정보원 학교알리미